# کسلبری
کسلبری شهری است در ایالت آلاباما در کشور آمریکا.

## مکان
کسلبری در موقعیت () قرار دارد.
با توجه به اطلاعات اداره آمار آمریکا مساحت آن در حدود ۴٫۴ کیلومترمربع است.

## مردم‌شناسی
با توجه به آمار سال ۲۰۰۰ جمعیت آن ۵۹۰ نفر، ۲۵۷ خانواده در آن ساکن هستند.
تعداد ۳۳۱ واحد خانه در هر مساحت تقریبی (۷۴،۳akm²) قرار دارد.
۲۵،۱% درصد از خانواده‌های فرزند زیر ۱۸ سال داشتند که از این تعداد ۳۹،۷% درصد زوج بوده و ۱۶% درصد زنان بدون شوهر و ۴۱،۶% درصد نیز غیر خانواده بودند.
متوسط درآمد یک خانواده در حدود ۳۰،۰۰۰ دلار آمریکا است و زنان درآمد متوسط ۲۷،۳۸۶ دلار آمریکا و مردان درآمد متوسط ۱۷،۱۴۳ دلار آمریکا بدست می‌آورند.